# 尤利娅·季莫希宁娜
尤利娅·弗拉基米罗芙娜·季莫希宁娜（俄语：Юлия Владимировна Тимошинина，1998年1月23日—），俄罗斯女子跳水运动员，2017年世界大运会混合双人10米跳台银牌得主和女子10米跳台铜牌得主、2019年世界游泳锦标赛混合团体银牌得主。